# Calyptraea centralis
Calyptraea centralis is een slakkensoort uit de familie van de Calyptraeidae. De wetenschappelijke naam van de soort is voor het eerst geldig gepubliceerd in 1841 door Conrad.